# Jay Dratler
Jay Dratler (* 14. September 1911 in New York City, Vereinigte Staaten; † 21. September 1968 in Mexiko-Stadt, Mexiko) war ein US-amerikanischer Drehbuch- und Romanautor.

## Leben
Jay Dratler wuchs in New York City als Sohn einer österreichischen Mutter auf. Nach der Schule besuchte er die University of North Carolina. Im Rahmen von Auslandssemestern reiste er in die Sorbonne nach Frankreich sowie nach Wien, wo er fließendes Deutsch lernte. Er ließ sich zunächst in Wien nieder und begann dort die Kaffeegesellschaften zu besuchen. Als Adolf Hitler in Deutschland an die Macht kam, verließ er Österreich vor dem bevorstehenden Anschluss und kehrte 1936 in die Vereinigten Staaten zurück. 1936 erschien sein Debütroman Manhattan Side Street, gefolgt von seinem Zweitwerk Ducks in Thunder (später auch All for a Woman) 1940. In diesem Jahr zog er auch von New York nach Hollywood, wo er eine Karriere als Drehbuchautor startete.
Dratler wurde insbesondere als Drehbuchautor von Film noirs bekannt. Seine bekanntesten Werke waren Kennwort 777, für das er den Edgar Allan Poe Award  erhielt und für den Writers Guild of America Award nominiert wurde, sowie Laura (1944), das für den Oscar nominiert wurde. 1947 erschien der Roman The Pitfall (verfilmt 1948), 1955 Judas Kiss und 1961 Doctor Paradise. Sein letztes Filmdrehbuch war 1959 für Wernher von Braun – Ich greife nach den Sternen. Es folgten noch einige weitere Drehbücher für Fernsehserien und Theaterstücke.
Dratler verstarb überraschend an einem Herzinfarkt 1968 in Mexiko-Stadt, wo er sich Mitte der 1960er Jahre niedergelassen hatte.

## Werke (Auswahl)
Romane
- 1936: Manhattan Side Street
- 1940: Ducks in Thunder
- 1948: The Pitfall
- 1955: Judas Kiss
- 1961: Doctor Paradise. ACE Books 1961.

Drehbücher
- 1943: Higher and Higher
- 1944: Laura
- 1945: It’s in the Bag!
- 1946: Feind im Dunkel (The Dark Corner)
- 1948: Kennwort 777 (Call Northside 777)
- 1948: Ich heirate dich doch (That Wonderful Urge)
- 1949: Impact
- 1949: Dancing in the Dark
- 1952: Wir sind gar nicht verheiratet (We’re Not Married!)
- 1957: Wernher von Braun – Ich greife nach den Sternen (I Aim at the Stars)

Originalgeschichte
- 1952: Die Spielhölle von Las Vegas (The Las Vegas Story)